# Cmentarz żydowski w Tuszynie
Cmentarz żydowski w Tuszynie – kirkut zwany jest przez starszych tuszynian "kircholem". Położony jest w dzielnicy Tuszyn-Las, przy dzisiejszej ul. 3 Maja. Nekropolia została zniszczona podczas okupacji hitlerowskiej. Dewastacji dokończono już w czasach powojennych. Obecnie cmentarz znajduje się na terenie Miejskiego Centrum Sportu i Wypoczynku, dawnego Ośrodka Wczasowego Policji.